# Balena amb bec d'Andrews
La balena amb bec d'Andrews o zífid d'Andrews (Mesoplodon bowdoini) és una espècie de zífid. És una de les espècies menys conegudes d'un gènere ben poc conegut. El seu nom específic bowdoini és en honor de George S. Bowdoin, un donant del Museu Americà d'Història Natural. Aquesta espècie és notable pel fet que a principis del segle xxi, encara no ha estat observada en estat salvatge. Viu a les aigües de Nova Zelanda i del sud d'Austràlia.

## Taxonomia
L'espècie va ser descrita per primera vegada el 1908 pel científic nord-americà Roy Chapman Andrews a partir d'un exemplar recollit a la platja de New Brighton, província de Canterbury, Nova Zelanda, l'any 1904. Andrews va anomenar-lo Mesoplodon bowdoini en honor de George S. Bowdoin, donant i síndic del Museu Americà d'Història Natural.